# Maestro (direttore)

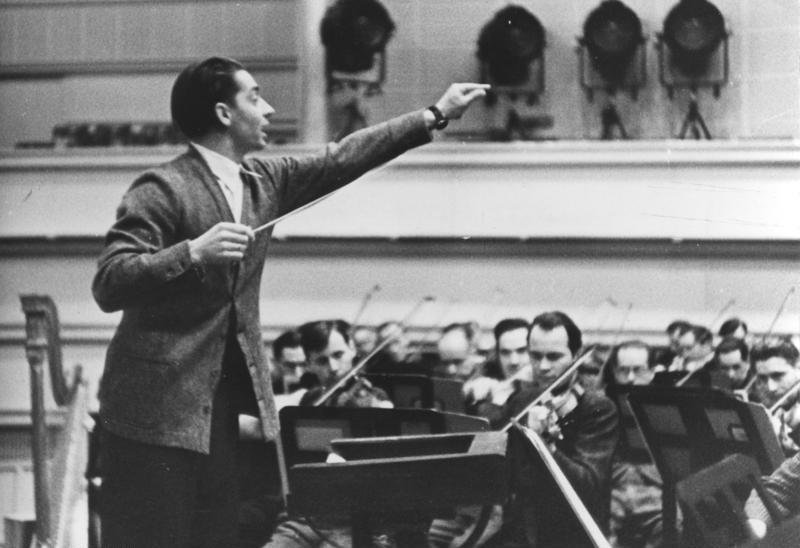
Herbert von Karajan dirige nel 1941

Maestro (M°) è un titolo onorifico di rispetto (plurale: maestri). Il termine è più comunemente usato nel contesto della musica classica occidentale e dell'opera, in linea con l'uso comune dei termini musicali italiani.

## Nella musica
La parola maestro è più spesso usata per rivolgersi o riferirsi a direttori d'orchestra. Meno frequentemente si utilizza anche in riferimento a compositori, esecutori, impresari, musicologi e insegnanti di musica rispettati.
Nel mondo dell'opera italiana, il titolo viene utilizzato anche per designare una serie di posizioni all'interno dell'orchestra e della compagnia che hanno compiti specifici durante le prove e l'esecuzione. Questi includono:
- Maestro sostituto o maestro collaboratore: musicisti che fungono da ripetitori e assistenti direttori durante le esecuzioni.
- Maestro concertatore, il tastierista continuista, che prepara i cantanti e conduce le prove.
- Maestro direttore: il direttore dei primi violini dell'orchestra (vedi primo violino), che può anche avere compiti amministrativi come assumere e pagare i musicisti.
- Maestro suggeritore: il suggeritore.